# Żeglarstwo na Światowych Wojskowych Igrzyskach Sportowych 2003

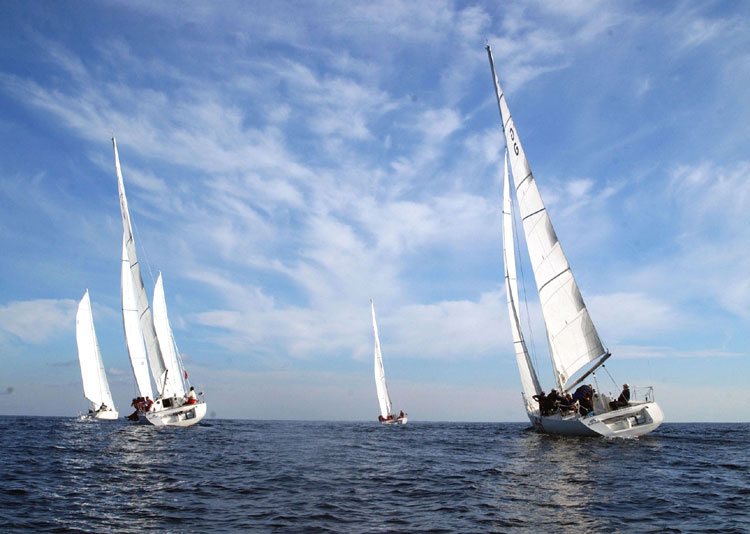
Port of Riposto – regaty 2003 (MWG).

Żeglarstwo na 3. Światowych Wojskowych Igrzyskach Sportowych rozgrywane było w dniach 6–9 grudnia 2003 roku, które były organizowane przez CISM dla sportowców-żołnierzy podczas światowych igrzyskach wojskowych. Regaty zostały przeprowadzone na obiektach w Port of Riposto w Katanii.
Zawody były równocześnie traktowane jako 37 Wojskowe Mistrzostwa Świata w żeglarstwie.

## Harmonogram
| Grudzień 2003 | 4 | 5 | 6 | 7 | 8 | 9 | 10 | 11 |
| ------------- | - | - | - | - | - | - | -- | -- |
| Żeglarstwo    |   |   |   |   |   | F |    |    |

Legenda
|  | Dzień zawodów |  | Finał (F) |

## Uczestnicy
Do zawodów zgłoszonych zostało 129 zawodników (3 kobiety i 123 mężczyzn) reprezentujących 20 kraje.

- Argentyna
- Chorwacja
- Dania
- Finlandia
- Francja
- Hiszpania
- Holandia
- Indie
- Kanada
- Norwegia
- Pakistan
- Polska
- Południowa Afryka
- Rosja
- Stany Zjednoczone
- Szwecja
- Tunezja
- Turcja
- Ukraina
- Włochy

## Klasyfikacja końcowa
| Miejsce | Reprezentacja     | Wyniki |
| ------- | ----------------- | ------ |
| złoto   | Włochy            | 13 pts |
| srebro  | Francja           | 17 pts |
| brąz    | Rosja             | 18 pts |
| 4       | Norwegia          |        |
| 5       | Finlandia         |        |
| 6       | Ukraina           |        |
| 7       | Chorwacja         |        |
| 8       | Stany Zjednoczone |        |
| 9       | Indie             |        |
| 10      | Szwecja           |        |
| 11      | Kanada            |        |
| 12      | Pakistan          |        |
| 13      | Holandia          |        |
| 14      | Argentyna         |        |
| 15      | Turcja            |        |
| 16      | Dania             |        |
| 17      | Polska            |        |
| 18      | Południowa Afryka |        |
| 19      | Hiszpania         |        |
| 20      | Tunezja           |        |

Źródło: